# NGC 3672

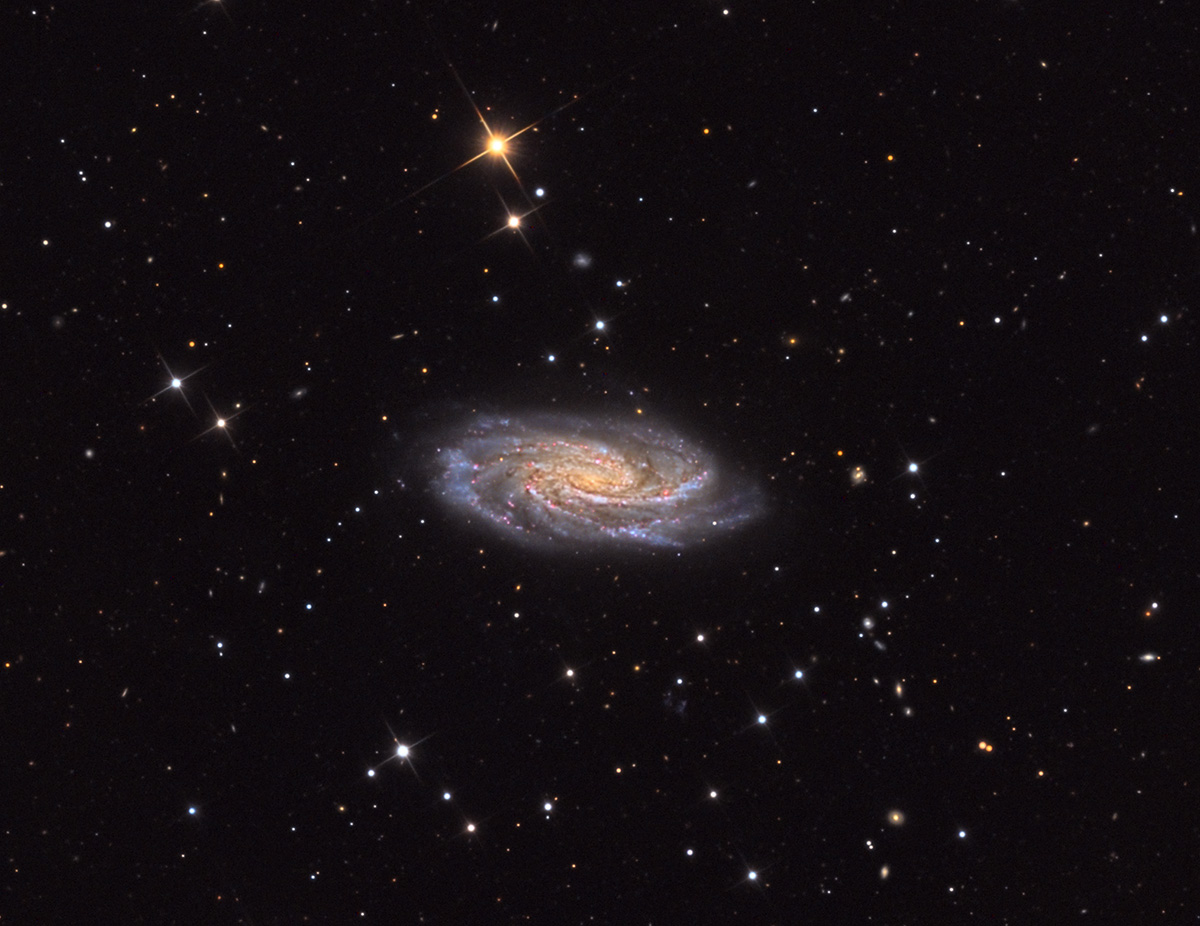
NGC 3672 par Adam Block (Observatoire du mont Lemmon/Université de l'Arizona).

NGC 3672 est une galaxie spirale (intermédiaire ?) située dans la constellation de la Coupe. NGC 3672 a été découverte par l'astronome germano-britannique William Herschel en 1786.

## Caractéristiques
La classe de luminosité de NGC 3672 est III et elle présente une large raie HI. Elle renferme également des régions d'hydrogène ionisé.

### Distance
Sa vitesse par rapport au fond diffus cosmologique est de 2 241 ± 26 km/s, ce qui correspond à une distance de Hubble de 33,1 ± 2,4 Mpc (∼108 millions d'al).
À ce jour, une vingtaine de mesures non basées sur le décalage vers le rouge (redshift) donnent une distance de 24,635 ± 4,691 Mpc (∼80,3 millions d'al), ce qui est tout juste à l'extérieur des valeurs de la distance de Hubble. Notons cependant que c'est avec la valeur moyenne des mesures indépendantes, lorsqu'elles existent, que la base de données NASA/IPAC calcule le diamètre d'une galaxie et qu'en conséquence le diamètre de NGC 3672 pourrait être d'environ 41,0 kpc (∼134 000 al) si on utilisait la distance de Hubble pour le calculer.

### Luminosité dans l'infrarouge
La luminosité de la galaxie NGC 3672 dans l'infrarouge lointain (de 40 à 400 µm)  est égale à 2,34 × 1010 {\displaystyle L_{\odot }} (1010,37{\displaystyle L_{\odot }}) et sa luminosité totale dans l'infrarouge (de 8 à 1 000 µm) est de 2,95 × 1010 {\displaystyle L_{\odot }} (1010,47{\displaystyle L_{\odot }}).

## Supernova
Deux supernovas ont été découvertes dans cette galaxie, SN 2007bm et SN 2008gz.

### 2007bm
R. Martin de l'observatoire de Perth en Australie-Occidentale a rapporté la découverte de SN 2007bm sur des images prises les 20 et 21 avril 2007. SN 2007bm était une supernova de type Ia.

### 2008gz
Cette supernova a été découverte à Yamagata au Japon par K. Itagaki le 5 novembre 2008. SN 2008gz était une supernova de type Ia,.

## Groupe de NGC 3672
NGC 3672 est la plus grosse et la plus brillante d'un trio de galaxies. Les deux autres galaxie du groupe de NGC 3672 sont NGC 3636 et NGC 3637.